# Piaggio P.108
 (février 2025).
Le Piaggio P.108 Bombardiere est un bombardier lourd italien quadrimoteur qui entra en service dans la Regia Aeronautica pendant la Seconde Guerre mondiale. Le premier prototype a volé en 1939 et est entré en service en 1941. C'était l'un des avions de combat italiens les plus aptes à rivaliser avec les meilleurs appareils fabriqués par les Alliés. Quatre versions du P.108 ont été conçues, mais une seule, le bombardier P.108B, fut produite en quantité avant l'armistice. Il existait également une version anti-navire, le P.108A qui était muni d'un canon de 102 mm, un avion de ligne, le P.108C, muni d'une envergure élargie et un fuselage remodelé capable de transporter 32 passagers, ainsi que le P.108T, la version de transport conçue spécifiquement pour un usage militaire. Une dernière version, le P.133, était également en cours de développement.

## P.108B

### Conception et développement
Le P.108B était unique dans l'histoire de l'aviation italienne, car il était le seul bombardier stratégique à quatre moteurs utilisé par la Regia Aeronautica pendant la Seconde Guerre mondiale. Il s'agissait d'un développement du P.50-II, sous-motorisé et à structure en bois, qui était incapable de décoller au poids maximal prévu.
Le concepteur de l'avion était Giovanni Casiraghi, un ingénieur expérimenté qui avait déjà travaillé aux États-Unis de 1927 à 1936. Sur la base de son expérience, il conçut un avion radicalement nouveau : le P.108 était un bombardier à ailes basses, entièrement métallique, muni d'un train d'atterrissage rétractable. En 1939, la Regia Aeronautica signe un contrat pour un nouveau bombardier visant à remplacer le CANT Z.1014, car il devint évident que les autres concurrents ne pourraient pas fournir d'avions opérationnels à l'armée de l'air italienne avant le milieu des années 1940.
Le premier prototype du P.108B pris son envol le 24 novembre 1939. Il s'est  d'ailleurs très bien comporté lors des essais et n'a nécessité que quelques ajustements mineurs. Toutefois, les pilotes ont mis du temps à s'habituer au nouvel avion. Le P.108 fut livré à une seule unité, la 274a Squadriglia (274e escadron), en 1941. Il y eut plusieurs accidents, dont l'un impliquant le fils du dictateur italien Benito Mussolini. Le 7 août 1941, Bruno Mussolini, commandant de la 274a Squadriglia, pilotait l'un des prototypes du bombardier «secret». Ce dernier vola trop bas s'écrasa dans une maison. La section du poste de pilotage s'est séparée du reste de l'avion et, bien que l'avion n'ait pas pris feu, il fut néanmoins totalement détruit dans l'impact. Le Commandant Bruno Mussolini est mort de ses blessures.
À la fin 1941, le P.108B n'avait démontré que 391 heures de vol. Néanmoins, l'avion était très prometteur. Un bombardier italien moyen coûtait environ 2,1 millions de lires, le SM.79 en coûtait 1,7 million et le P.108 coûtait 5,2 millions. Cela semblait favoriser le plus petit bombardier. Mais en comparant la charge de bombes pouvant être larguée dans un même rayon d'action, le P.108B avait l'avantage. Avec un seul escadron de neuf P.108 capables de voler sur 1 100 km tout emportant 3 500 kg de bombes chacun, l'efficacité estimée était comparable à celle d'un groupe de 26 SM.79 sur 1 000 km avec 1 000 kg de bombes par appareil. Le coût total de chaque «groupe» d'avions requis était à peu près le même, de 46,8 et 45,6 millions de lires respectivement, mais seulement 54 membres d'équipage étaient nécessaires pour manœuvrer les P.108 alors que 130 étaient requis pour manœuvrer les SM.79.
La deuxième série, désignée P.108B II, était une variante révisée et démunie de la tourelle placée dans le nez de l'appareil. Réduisant la défense contre les attaques frontales, l'avion était utilisé principalement de nuit. Le gain de vitesse était de dix km/h, en raison de la réduction du poids et le nez plus aérodynamique.

### Détails techniques
Le P.108B était un bombardier tout métal, quadrimoteur, manœuvré par un équipage de six à huit personnes. Il possédait une structure moderne très robuste (avec une tolérance de six g) conçue par Giovanni Casiraghi, et construite presque entièrement de duralumin.
Concernant l'équipage, deux pilotes occupaient le poste de pilotage et cinq à six membres d'équipage étaient situés dans le mi-fuselage et le nez : comme les premiers B-17 Flying Fortress, le P.108B n'avait pas de tourelle de queue. La caractéristique la plus remarquable était le nez, ayant une structure séparant le bombardier du pilote, avec la tourelle avant juste au-dessus de lui, semblable au nez de l'Armstrong Whitworth Whitley. La queue du P.108B, avec sa dérive en forme de croix, était assez grande en raison afin de pouvoir stabiliser cet appareil lourd et puissant.

### Moteurs et performances
Piaggio était l'une des rares compagnies aéronautiques italiennes à pouvoir développer à la fois des avions et des moteurs. Leurs moteurs P.XII, bien que peu fiables, étaient parmi les plus puissants de leur temps. Fiat était une entreprise beaucoup plus importante qui a également conçu et fabriqué des cellules et des groupes motopropulseurs, mais a limité sa production à des avions comme le BR.20 Cicogna, un bombardier moyen conventionnel.
Le P.108B était équipé de quatre moteurs radiaux à 18 cylindres P.XII à refroidissement par air, qui souffraient de problèmes de fiabilité, mais produisaient 1 010 kW à 3 000 m d'altitude et 1 120 kW au décollage. Il entraînait une hélice Piaggio à tripale à vitesse constante. Le P.XII était constitué de deux moteurs Piaggio P.X en tandem, qui étaient en fait des moteurs français Gnome-Rhône 9K Mistral fabriqués sous licence (eux-mêmes sous licence du Bristol Jupiters).
L'avion possédait 12 réservoirs de carburant auto-obturant d'une contenance d'environ 12 000 L et huit réservoirs d'huile, deux pour chaque moteur, d'une contenance totale de 350 L. La combinaison d'une cellule lourde et de moteurs puissants a entraîné une consommation de carburant élevée, et la performance du P.108 à haute altitude était médiocre, avec un plafond pratique d'environ 6 000 m et un théorique de 8 000 m. Par comparaison, le B-17C était capable d'atteindre un plafond de 3 000 m de plus. Les chiffres pour le bombardier italien étaient comparable à ceux des bombardiers contemporains : le plafond du meilleur bombardier de la RAF, l'Avro Lancaster était similaire, tandis qu'il était inhabituel pour les B-17, B-24 et plus tard, B-29, de l'USAAF de pouvoir gagner de telles altitudes. Cela était dû à leurs turbocompresseurs, ainsi que des différences dans les tactiques utilisées pour les bombardements soi-disant "de précision en haute altitude" préconisées par les forces aériennes de l'armée américaine.
LE P.108B pouvait atteindre une vitesse de 420 km/h à 4 300 m d'altitude, ce qui était plus lent que plusieurs types de biplan. En revanche, le B-17C pouvait atteindre 515 km/h à plus de 7 000 m, même si son rayon d'action et sa charge, 3 220 km pour 1 800 kg de bombes étaient inférieurs aux 3 335 km et 2 000 kg de bombes du P.108. L'avion pouvait parcourir 2 500 km avec un chargement de 3 500 kg et 3 600 km avec 600 kg. Bien que beaucoup mieux qu'un bombardier italien typique (en moyenne un rayon de 800-900 km pour un avion transportant 1 000 kg de bombes), ce n'était pas impressionnant par rapport à l'Avro Lancaster, capable de parcourir 3 100 km tout en transportant 4 000 kg.

### Charge utile
Le P.108 possédait une grande soute à bombes capable d'emporter :
- 7 bombes de 250 ou 500 kg
- 34 bombes de 100 kg
- 38 bombes de 50 kg

La soute à bombes était située au centre du fuselage et divisée longitudinalement en trois sections qui l'empêchaient de transporter des bombes plus lourdes (comme celles de 800 kg). C'était une limitation considérable, alors que le SM.82 était capable d'embarquer des charges plus importantes (pouvant être utilisé à la fois comme bombardier mais aussi comme transport). Dans la configuration bombardier-torpilleur, trois torpilles pourraient être embarquées sous le ventre et les ailes.

### Armement défensif
L'armement défensif de la première série de P.108B comprenait huit mitrailleuses Breda-SAFAT. Une Breda "O" 12,7 mm était montée dans le nez, et une Breda "G9" 12,7 mm équipait la tourelle ventrale rétractable. En plus de ces deux tourelles entièrement hydrauliques, il y avait deux mitrailleuses de 7,7 mm dans les flancs de l'appareil. Deux tourelles Breda "Z" télécommandées hydrauliquement étaient également disposées dans des nacelles extérieures sur les ailes de l'avion, reliées à deux coupoles sur le dos du fuselage, avec un opérateur dans chacune elles. Cet armement exotique représentait l'aspect le plus innovant du P.108.
Bien que considérée comme une conception très avancée, l'efficacité opérationnelle et le placement des tourelles sur les ailes étaient discutables.

## P.108A
En réponse à une demande faite en novembre 1942, le «gunship» P.108A Artigliere fut conçu pour une utilisation anti-navire en complément des bombardiers torpilleurs. Il était armé d'un canon à haute vélocité Cannone da 90/53 modifié, monté dans le nez, qui avait été redessiné pour cet usage. Ce canon était considéré comme la pièce d'artillerie la plus efficace en service, qui, dans plusieurs versions, était utilisée comme canon antiaérien ou antichar par l'armée et la marine. Pour être plus efficace dans son nouveau rôle, le calibre du canon passa de 90 mm à 102 mm, un calibre d'artillerie italien non standard, tirant désormais des obus de 13 kg (au lieu de 10) allant à une vitesse de plus de 600 m/s. Le canon et son système de recul pesait 1 500 kg. Comme il s'agissait d'un canon plus petit, son poids était relativement faible pour son calibre.
Le concept du P.108A était en ligne avec d'autres développements contemporains, car des bombardiers moyens tels que le North American B-25 Mitchell ou des avions d'attaque encore plus petits comme le Henschel Hs 129 étaient eux aussi équipés de canons 75 mm à haute vélocité.
Le canon était monté longitudinalement dans l'axe du fuselage, à un angle abaissé, et avait un recul puissant, que la cellule de 27 tonnes était toutefois capable d'absorber. La quantité de munitions qui pouvait être transportée était d'environ 50 à 60 obus pour le canon principal, ainsi que jusqu'à trois torpilles standard ou deux torpilles radio-guidées (une arme secrète qui n'a jamais été utilisée au combat), sans oublier les munitions pour les tourelles défensives des ailes et du fuselage. Le canon de 102 mm était destiné à être équipé d'un viseur balistique avec un ordinateur analogique et d'un chargeur mécanique à six ou douze coups.
Les modifications initiales ont été apportées à l'appareil immatriculé MM.24318 qui, le 16 décembre 1942, vola au-dessus de Savone. Les modifications furent achevées en février 1943 et les essais commencèrent le 3 mars.
Les essais du P.108A furent satisfaisants, atteignant une vitesse maximale d'environ 440 km/h en raison de la refonte aérodynamique. Il vola à Furbara le 19 mars, et plus tard à Pise le 16 avril, où effectua une série d'essais de tir à des altitudes comprises entre 1 500 et 4 500 m, afin de collecter les données balistiques nécessaires à la fabrication du viseur balistique. Après un total de 24 h et 40 min d'essais de vol et de test d'armement, l'avion est revenu à Albenga. Il fut présenté comme étant le nouvel avion d'attaque au sol de la Regia Aeronotica, à Furbara le 22 mai. Il était prévu de construire cinq autres P.108A, ainsi que de convertir cinq voire peut-être tous les P.108 disponibles. Mais le 29 juin, il fut décidé de ne pas produire plus de cinq avions, et en juillet, la commande fut limitée à deux exemplaires seulement pour être finalement annulée quelques jours plus tard. Les 6 et 8 septembre, le P.108A effectua d'autres tests d'armement en mer, et fut enfin équipé du système de visée de S.Giorgio.
Plus tard, les forces allemandes prendront le contrôle du P.108A et le repeindront aux couleurs de la Luftwaffe, mais l'avion sera endommagé peu de temps après par les bombardements. Réparé le 7 avril 1944, il repartira pour Rechlin, là où il fut probablement détruit dans l'un des nombreux bombardements alliés.
Bien que le P.108A se soit avéré être opérationnel et ait tiré plus de 280 obus durant ses essais, l'armistice et les changements constants de priorités de l'armée de l'air italienne ont arrêté son développement. L'utilisation de ces gros avions dans un rôle anti-navire était cependant discutable (bien que les États-Unis aient utilisé avec succès des B-17 pour larguer des bombes sur les navires japonais à courte distance et au niveau de la mer). Les défenses navales antiaériennes améliorées des navires alliés (canons de 40 mm Bofors, obus PF et radar de tir) ont finalement conduits l'Allemagne à développer des missiles anti-navires comme les Henschel Hs 293 et Fritz. X, bien plus efficaces.

## P.108C/T
Tandis que le développement du P.108B se poursuivait, la charge de travail de Piaggio fut encore accentuée par la demande de nouveaux avions de transport, capables de vols longue distance vers l'Amérique du Sud pour la Linee Aeree Transcontinentali Italiane (ou LATI, compagnie aérienne italienne aujourd'hui disparue). L'intention de construire le Boeing 307 Stratoliner sous licence en 1939 ne pouvant être satisfaite, il fut donc proposé en 1940 d'utiliser le P.108C comme moyen de transport "provisoire", en attendant le P.126C et même le P.127C. Pour cela, il était prévu d'avoir une cabine pressurisée capable d'accueillir 32 passagers dans un fuselage plus large, mais pas d'armement. Le premier prototype pris son envol le 16 juillet 1942 alors qu'il n'y avait plus de lignes transatlantiques à desservir. Malgré cela et l'incapacité de Piaggio à livrer les bombardiers P.108B à temps, une commande de cinq P.108C supplémentaires fut passée.
Le 26 mars 1941, une commande pour la version du cargo militaire P.108T fut passée. Cette variante non pressurisée était équipée d'une tourelle dorsale Caproni, de mitrailleuses Breda disposées dans une tourelle ventrale et de deux autres sur les flancs, toutes de calibre 12,7 mm. L'avion pouvait également atteindre une vitesse de 440 km/h. Grâce à une porte ventrale de 4,8 m de long et de 1,9 m de large, on pouvait transporter aisément deux Macchi C.200. Le volume interne était de plus de 77 m3 et pouvait transporter jusqu'à 60 soldats, huit torpilles ou 12 tonnes de fret. Après de nombreux changements de conception, le premier P.108T vola le 7 septembre 1942. Bien que la 148ma Squadriglia dut utiliser à la fois les P.108C et P.108T, seuls quelques-uns furent construits avant que les Allemands ne prennent finalement le contrôle de la production. Par la suite, au moins 11 autres exemplaires furent construits.
Quatre P.108C et cinq P.108T furent remis à la Luftwaffe qui les utilisa sur le front de l'Est, notamment lors de l'évacuation des troupes de l'Axe en 1944 à la suite de l'offensive de Crimée. Le P.108C (avion de ligne civil, avec 32 sièges) et le T (transport militaire) étaient plus fiables que les variantes bombardiers, et leur capacité à transporter de lourdes charges (comme deux chasseurs démantelés) était importante, car la Luftwaffe n'avait pas beaucoup d'avions de transport lourd. Effectivement, cette dernière comptait principalement sur le Junker Ju 52, bien plus petit. Ces avions disposaient également de quatre mitrailleuses MG 131 de 13 mm comme armement défensif, une dans une tourelle dorsale, une autre en position ventrale et les deux dernières sur les flancs de l'avion.
Un exemplaire, connu sous le nom de "Die General", fut détruit sur l'aérodrome de Salonicco. Le Transportfliegerstaffel 5 allemand a exploité la plupart de ces avions et les a utilisés jusqu'à la fin de la guerre, l'un étant affecté aux liaisons entre l'Italie et l'Allemagne et les autres sur le front de l'Est. Le 10 août 1944, un raid aérien détruisit six d'entre eux. Les quatre autres furent détruits ou capturés en 1945.
Le P.108T-2, version d'après-guerre, fut proposé mais sans succès, mettant ainsi fin à l'histoire du P.108. Aucun appareil survivant n'est malheureusement connu à ce jour.

## P.133
La version finale du P.108, le prototype P.133, était presque terminée au moment de l'armistice (8 septembre 1943), mais le programme fut abandonné peu de temps après et l'avion ne fut jamais fini. Il fut conçu avec une structure plus légère et plusieurs améliorations diverses, qui d'ailleurs ont été partiellement influencées par un Boeing B-24 capturé. Les performances attendues étaient une vitesse potentielle de 490 km/h, un armement comprenant 6 canons de 20 mm et 4 mitrailleuses de 12,7 mm tout en pouvant emporter une charge de bombes allant jusqu'à 4 800 kg.

## Histoire opérationnelle
Les P.108B furent déployés sur les théâtres de la Méditerranée et de l'Afrique du Nord et connurent leur baptême du feu lors d'une mission de jour infructueuse contre un destroyer le 6 juin, libérant 10 bombes de 160 kg. L'avion fut également utilisé quelques semaines plus tard, lors d'un bombardement de nuit sur Gibraltar le 28 juin 1942.

### Gibraltar
La première opération à Gibraltar fut presque un désastre : sur cinq avions décollant de Decimomannu en Sardaigne, un (MM.22004) fut forcé de faire demi-tour en raison de problèmes de moteur tandis que les quatre autres effectuèrent un bombardement avec 66 bombes de 100 kg et 6 bombes de 250 kg. Trois d'entre eux, à court de carburant, furent contraints d'atterrir en Espagne, deux d'entre eux (MM.22001 et 22005) se sont écrasés ou subirent quelques dégâts lors d'atterrissages forcés. Le troisième (MM.22007) a atterri à Majorque, une ancienne base italienne datant de la guerre civile espagnole, et, grâce à la politique pro-Axe espagnole, fut rapidement ravitaillé et décolla de Palma de Majorque pour l'Italie. Les deux autres sont restés en Espagne : MM.22001 s'est écrasé sur une plage quand il approchait de l'aéroport de Valence et a été radié, alors que MM.22005, qui avait subi des dommages mineurs, fut stocké à la base aérienne de San Javier mais fut réparé et testé par l'armée de l'air espagnole. Plusieurs autres missions furent lancées jusqu'en octobre, ce qui entraîna de nouveaux incidents et surtout de nouvelles pertes.
Afin d'établir une chronologie, il y eut d'autres sorties à Gibraltar (sans les problèmes de performance qui entachèrent la première mission) : dans la nuit du 3 juillet (MM.22601 ne rentra pas), 24 septembre (MM22004 et 22603 furent perdus), 20 octobre (MM.22002, radié lors d'un atterrissage d'urgence après panne moteur au décollage, ainsi que MM.22004, 22006 et 22007 furent perdus) et le 21 octobre (MM.22602, fut détruit lors d'un atterrissage d'urgence à Bône (maintenant appelée Annaba) en Algérie, et deux autres P.108). Chacune de ces missions, impliquant un à quatre avions (15 sorties au total), ont échoué et entraînèrent des pertes d'environ 33%. Les résultats furent médiocres, résultant d'un Hudson détruit et de quelques positions d'artillerie neutralisées sur le terrain lors de la première «grande» mission et d'autres dégâts non précisés dans les autres, et ce malgré un entraînement intensif des équipages qui eut lieu entre le 3 juillet et le mois de septembre. Le 28 octobre, MM.22007 a atterri en Algérie lors de sa troisième sortie. Au total, on compte au moins 16 sorties avec un avion manquant, deux perdus en Espagne, deux perdus en Algérie et un perdu en Italie.

### Algérie et Afrique
À la suite de l'invasion alliée de l'Afrique du Nord française, nom de code Opération Torch, le plus grand nombre de pertes enregistré est survenu durant les missions sur l'Algérie et d'autres cibles africaines. Les Alliés avaient plus de 160 navires de guerre et 250 navires marchands dans la région. La Luftwaffe disposait de 1 068 avions répartis dans les II et X. Fliegerkorps alors que la Regia comptait 285 avions en Sardaigne, dont 115 bombardiers torpilleurs. Au moins trois furent abattus sur l'Afrique dans cette série de raids, la plupart revendiqués par des Beaufighter. Néanmoins, en Algérie, ils menèrent des missions de bombardement sur Bône, Alger, Blida, Philippeville (maintenant appelée Skikda), Maison Blanche et Oran.
Certains navires furent endommagés par les P.108 dans les derniers raids sur l'Algérie, et quelques avions furent détruits. Ces bombardiers étaient les seuls à être en mesure de parcourir les 2 000 km pour atteindre Oran. La 274 Squadriglia ne disposait que de huit P.108 et effectua seulement 28 sorties en huit missions nocturnes pendant un mois entier. Trois ont été abattus par des chasseurs de nuit qui, une seule fois, furent repoussés par les tourelles d'ailes. Deux P.108 furent ensuite abattus par des Beaufighter du 153e Squadron lors de l'attaque du port d'Alger. La dernière de ces missions eut lieu le 20 janvier.

### Sicile
La dernière mission eut lieu au-dessus de la Sicile, lorsque le 274ma fut renforcé pour un total de huit appareils. Ils effectuèrent 12 sorties contre la force d'invasion entre le 11 et le 22 juillet. Les pertes comprirent deux avions détruits et deux autres gravement endommagés, principalement par des chasseurs de nuit Beaufighter et Mosquito. Un seul navire fut endommagé, ceci clos définitivement la carrière du 274ma et du P.108B.
Le dernier des 24 P.108B commandés a été livré en août. Six d'entre eux ont été perdus (trois sur l'Algérie, deux sur la Sicile et peut-être un sur l'Espagne), quatre sur des accidents (dont celui de Bruno Mussolini) et trois sur des atterrissages forcés (un en Algérie et deux en Espagne). .

## Après l'armistice
Lorsque l'armistice fut déclaré le 8 septembre 1943, il ne restait que neuf avions opérationnels. Huit ont été sabotés afin de ne pas tomber entre les mains des Allemands, et le dernier fut transporté en Italie du Sud, où il eut un accident d'atterrissage. Le P.108B termina son service avec un total d'environ 15 missions au-dessus de Gibraltar, 28 au-dessus de l'Afrique du Nord, 12 au-dessus de la Sicile ainsi que d'autres missions de reconnaissance et anti-navires (dont une seule est connue).
À la suite des dernières missions du P.108B, quelques P.108T continuèrent à être utilisés jusqu'à la fin de la guerre, principalement sur le front de l'Est, quand l'Allemagne dût évacuer ses troupes encerclées, transportant plus de 100 soldats à la fois, la charge maximum étant de 12 tonnes à 13 tonnes). Les P-108C et T se révélèrent plus fiables que les versions bombardiers, à la suite de nombreux efforts pour les améliorer et les modifier. L'un fut détruit lors d'un accident de vol au-dessus de l'Allemagne, début 1945, tandis que les autres furent utilisés jusqu'à la fin de la guerre.

## Séries
En plus du prototype, il y eut trois séries de production. Numéros d'immatriculation en fonction des séries :
- Prototype : MM 22001 ;
- Série I : MM 22002-22008, MM 22601-22604 ;
- Série II : MM 24315-24326 ;
- Série III : MM 24667-24678.

## Variantes
P.108 Prototype
P.108A Artigliere
Version anti-navire. Un seul appareil construit.
P.108B Bombardiere
Version bombardier lourd. 24 appareils construits.
P.108C Civile
Version de transport civil. Nombre d'appareils construits incertain, mais est probablement de 6.
P.108M Modificato
version modifiée du P.108B comportant un armement plus lourd. Aucun appareil construit.
P.108T Trasporto
Version de transport militaire. Plus de 12 (incluant les P.108C convertis). Les totaux de production du P.108C et du P.108T ne sont pas clairs, mais combinés, il y en aurait eu environ 16 appareils construits, et la plupart des P108C furent convertis en version de transport.
P.133
Version avancée du P.108B de meilleurs moteurs et une charge utile augmentée. Un seul appareil, incomplet.

## Utilisateurs
Royaume d'Italie
Regia Aeronautica
 Allemagne nazie
Luftwaffe

## Apparition dans les médias
- Dans le jeu-vidéo War Thunder, le P.108 est disponible en plusieurs versions au rang III de l'arbre des forces aériennes italiennes : on retrouve les P.108B de séries I et II, mais aussi le P.108A. Il se pourrait également que le P.133 soit en cours de développement, afin d'être proposé comme étant le dernier appareil de la branche des bombardiers italiens du jeu.

## Avions comparables
- Petliakov Pe-8
- Boeing B-17
- Nakajima G5N Shinzan
- Handley Page Halifax